# 彭萨勒玛·奥其尔巴特
彭萨勒玛·奥其尔巴特（1942年1月23日—2025年1月17日），首任蒙古总统（1990年－1997年）。

他1942年生于扎布汗省图德布泰县的一个牧民家庭。1965年毕业于苏联矿业学院，同年加入蒙古人民革命党。曾任蒙古燃料动力工业和地质部副部长、部长，蒙古国家对外经济联络和供应部部长。1975年起为蒙古人民革命党中央委员，1990年3月－9月任蒙古人民共和國总统，1990年9月至1997年之間起任总统。同时兼任武装力量总司令和国防委员会主席，成為蒙古人民共和国结束後首位国家最高領導人。

1993年击败洛敦·图德布再次连任。6月宣布退出蒙古人民革命党，加入蒙古社会民主黨。2007年1月曾應邀訪問臺灣、參加全球新興民主論壇。奧其爾巴特榮獲蒙古國內及國際上許多獎項，包括：世界和平獎最高榮譽獎、成吉思汗勳章、極地之星勳章、勞動紅旗獎章、人民革命50週年紀念章、60週年紀念章、80週年軍事勳章、大蒙古國成立800週年紀念章及蒙古民主革命20週年紀念勳章。